# French Open 1969
Wielkoszlemowy turniej tenisowy French Open w 1969 rozegrano w dniach 26 maja - 8 czerwca, na kortach im. Rolanda Garrosa w Paryżu.

## Zwycięzcy

### Gra pojedyncza mężczyzn
Rod Laver -  Ken Rosewall 6–4, 6–3, 6–4

### Gra pojedyncza kobiet
Margaret Smith Court -  Ann Haydon-Jones 6–1, 4–6, 6–3

### Gra podwójna mężczyzn
John Newcombe /  Tony Roche -  Roy Emerson /  Rod Laver 4–6, 6–1, 3–6, 6–4, 6–4

### Gra podwójna kobiet
Françoise Durr /  Ann Haydon-Jones -  Margaret Smith Court /  Nancy Richey 6–0, 4–6, 7–5

### Gra mieszana
Margaret Smith Court /  Marty Riessen -  Françoise Durr /  Jean-Claude Barclay 6–3, 6–2